# Супрея
Супрея (в верховье Большая Супрея) — река в России, протекает по Североуральскому району Свердловской области. Устье реки находится в 593 км по левому берегу реки Сосьва. Длина реки составляет 12 км.
Система водного объекта: Сосьва → Тавда → Тобол → Иртыш → Обь → Карское море.

## Данные водного реестра
По данным государственного водного реестра России относится к Иртышскому бассейновому округу, водохозяйственный участок реки — Сосьва от истока до водомерного поста у деревни Морозково, речной подбассейн реки — Тобол. Речной бассейн реки — Иртыш.
Код объекта в государственном водном реестре — 14010502412111200009701.